# Trichophiloscia murisierii
Trichophiloscia murisierii là một loài chân đều trong họ Philosciidae. Loài này được Arcangeli miêu tả khoa học năm 1925.